# ويليام بيرد الثاني
ويليام بيرد الثاني (بالإنجليزية: William Byrd)‏ هو عالم حشرات ومحامي أمريكي، ولد في 16 مارس 1674، وتوفي في 26 أغسطس 1744 في Westover Plantation ‏ في الولايات المتحدة.

## وصلات خارجية
- ويليام بيرد الثاني على موقع الموسوعة البريطانية (الإنجليزية)